# أولاد منصور أولاد اسليمان (واحة سيدي ابراهيم)
أولاد منصور أولاد اسليمان هو دُوَّار يقع بجماعة واحة سيدي أبراهيم، عمالة مراكش، جهة مراكش آسفي في المملكة المغربية. ينتمي الدوّار لمشيخة واحة سيدي ابراهيم التي تضم 7 دواوير. يقدر عدد سكانه بـ 258 نسمة حسب الإحصاء الرسمي للسكان والسكنى لسنة 2004.

## روابط خارجية
- البوابة الوطنية للجماعات الترابية
- المندوبية السامية للتخطيط